# Petrus Pherndorphius
Peter Pherndorf, auch Pherntorff, latinisiert Petrus Pherndorphius, auch Peter Segenensis (* vor 1480 in Ferndorf bei Siegen; † um 1546; vor dem 20. Januar 1547 in Nancy) war ein deutscher Humanist und Pädagoge.

## Leben
Peter Pherndorf aus Ferndorf (bzw. Peter Segenensis aus Siegen) war der Erzieher („Institutor“) des späteren humanistischen Theologen, Staatsmannes, Naturwissenschaftlers und Kanzlers der Universität zu Köln Graf Hermann von Neuenahr (1492–1530), der 1504 im Alter von etwa zwölf Jahren ein Universitäts-Studium begann.
Seit etwa 1520/22 war Pherndorf als Kollege oder Nachfolger des Johannes Rivius (1500–1553) Schullehrer an der Lateinschule des Stiftes St. Maria ad Gradus in Köln. 1522 widmete er dem Dillenburger Pfarrer Heilmann Bruchhausen gen. Krombach († 1540), der 1529 Hofkaplan des Grafen Wilhelm von Nassau-Dillenburg wurde, eine Kantilene. Im Dezember 1523 redete Magister Petrus Segenensis bei der quodlibetischen Disputations-Woche der Artistenfakultät der Universität Köln zum Thema De tribus linguis, d. h. über den Unterricht in den drei Sprachen Lateinisch, Griechisch und Hebräisch nach dem Bildungsideal der Humanisten.
Pherndorf veröffentlichte verschiedene Kantilenen für den Schulgebrauch, Gedichte und Nachdichtungen von Psalmen. Eine Einführung in die lateinische Grammatik wurde nach seinem Tod 1547 von dem Aachener Ludimoderator (Lehrer) Goswin Roscius († nach 1564) herausgegeben.
Gegen Ende seines Lebens wurde Peter Pherndorf an den Hof des Herzogtums Lothringen in Nancy gerufen, vermutlich als Prinzenerzieher für Karl III. von Lothringen (1543–1608). Dort wurde er nach einer brieflichen Mitteilung von Petrus Medmann, eines Rates des Kölner Erzbischofs Hermann von Wied, an Heinrich Bullinger, der in Köln studiert hatte, ermordet:

„Petrus, von dem du schreibst, der an den sogenannten ‚Mariengraden‘ die Jugend unterrichtet hat, war ein vortrefflicher und hochgelehrter Mann und einer, der vielen in Köln und im Jülicher Land die Augen geöffnet hat. Ich hatte an ihm einen äußerst angenehmen und liebenswürdigen Lehrer, was ich noch heutzutage mit unzähligen Briefen belegen kann. Sicherlich habe ich in niemandem jemals einen vertrauteren Freund besessen. Ihn hat uns der lothringische Hof entrissen, an dem er von einem Franzosen erstochen wurde.“

## Werke
- Naenia de puero Iesu. Pro Cantilena Scholastico[rum] Ad Gradus Mariae. Konrad Caesar, Köln o. J. [um 1520]
- (verschollen) Paean virgini matri canendus. Pro cantilena scholasticorum ad Gradus Mariae, o. O. 1522[3][2]
- (unsicher) De huius seculi moribus Cantilena scholasticorum ad Gradus Mariae. Veritas odium parit, o. O. 1523[9]
- Widmungsgedicht Sunt animae morbi, sunt corporis, In: Hermann von Neuenahr (Hrsg.): De novo hactenvsque Germaniae inavdito morbo ἱδροπυρετοῦ, hoc est sudatoria febri, quem uulgo sudorem Britannicum uocant. Generosi Hermanni à Nuenare comitis, Praepositi Colonien[sis] Simonisque Riquini Medicæ rei expertissimi iudicium doctissimum, duabus epistolis contentum, Widmungsgedicht von Petrus Pherndorphius. [Johannes] Soter, Köln 1529 (Digitalisat der Bayerischen Staatsbibliothek München)
  - (Nachdruck) Generosi Hermanni A Nvenare Comitis Περὶ τοῦ ἱδροπυρετοῦ, id est sudatoria febri. In: Guglielmo Gratorolo (Hrsg.): Clariss[imi] Philosophi Et Medici Petri De Abano De Venenis eorumq[ue] remedijs. Item …. Omnia Opera D. Guilielmi Gratoroli ex manu scriptis exemplaribus collata aucta atque illustrata. s. n. [Peter Perna?], o. O. [Basel] o. J. [1531]
- Psalmen I, VI, X, XII, XXII, XXIIII, XXXI, L, CXI, CXIII, CXXVI und CXXIX. In: Psalmi Omnivm Selectissimi, adflictis conscientijs, ac Deum inuocantibus, non uulgariter utiteles, Latino carmine redditi per Doctiss. uiros, ac Dominos D. Hermannum Nouae Aquilae Comitem, Philippum Melanchthonem, Helium Eobanum Hessum, Iacobum Micyllum, Vincentium Obsopoeum, Petrum Pherntorphium. Johann Setzer, Hagenau 1532 (Digitalisat der Bayerischen Staatsbibliothek München),[10][11] (Google-Books);
  - (teilweiser Nachdruck) Psalmorum Psalmialia. In: Philipp Melanchthon (Hrsg.): In Psalmos aliquot Dauidicos, enarrationes Philippi Melanchthonis piae ac doctae. Quibus additi sunt Psalmi carminibus redditi ab eodem autore et aliis quibusdam bonis ac doctis uiris quorum Catalogus infra subiectus est. Peter Brubach, Hagenau 1535, unpaginiert (Google-Books).
  - (teilweiser Nachdruck) Carmina aliquot, quibus historia mortis Jesu in septem horas distributa est. In: Georg Fabricius: De historia & meditatione mortis Christi, quae in noctis dieiq[ue] tempus distributa est, Hymni XXIIII, Priorvm virorvm additis precationibvs. Valentin Papa, Leipzig 1552
- Institutiones Latinae Grammaticae. Autore Petro Pherntorphio, hrsg. von Goswin Roscius. Melchior von Neuss, Köln 1547 (Google-Books)